# Бозколь (село)
Бозколь (каз. Бозкөл, до 1997 г. — Коммунизм) — село в Казалинском районе Кызылординской области Казахстана. Административный центр и единственный населённый пункт Бозкольского сельского округа. Находится примерно в 51 км к юго-западу от районного центра, посёлка Айтеке-Би. Код КАТО — 434437100.

## Население
В 1999 году население села составляло 1082 человека (576 мужчин и 506 женщин). По данным переписи 2009 года, в селе проживало 988 человек (530 мужчин и 458 женщин).

## Известные жители и уроженцы
- Алимаев, Карбоз (род. 1936) — Герой Социалистического Труда.